# Clase King George V (1939)
La clase King George V fue la penúltima de acorazados completados por la Royal Navy. Cinco buques de la clase, entraron en servicio: el King George V en (1940), el Prince of Wales en (1941), el Duke of York en (1941), el Howe en (1942), y el Anson en (1942).
El Tratado Naval de Washington limitaba el tamaño, la cantidad y el armamento de los acorazados tras la Primera Guerra Mundial, algo que fue extendido tras el primer Tratado Naval de Londres, pero el tratado expiró en 1936. Con el incremento de la tensión entre varias de las potencias navales, el King George V fue diseñado teniendo en mente la no renovación del tratado.

## Desarrollo
Al igual que sus compañeros de clase, fue diseñado bajo los términos del Tratado naval de Washington. Las “vacaciones” en la construcción de acorazados habían durado hasta 1931, y desde 1928 se comenzó a diseñar los requerimientos de los nuevos buques que se esperaba empezar a construir en 1931.
Pero en 1930, tras el primer Tratado Naval de Londres las vacaciones de construcción se vieron extendidas a 1937, por lo que no se retomó la planificación hasta 1935, con un desplazamiento máximo de 35.000 toneladas según el citado tratado naval.
Se consideraron alternativas con cañones de 406 mm (16”), 381 mm (15”) y 355 mm (14”) en su artillería principal, y se consideraba que el mayor balance lo ofrecían los cañones de 381 mm. La mayoría de los diseños estaban pensados para proporcionar una velocidad cercana a 27 nudos, y se consideraba que el probable alcance decisivo en una batalla estaría en torno a 11 000 a 14 600 m. El blindaje y la protección contra torpedos debían ser mucho mayores que en los diseños de los acorazados británicos anteriores.
En octubre de 1935 se tomó la decisión de usar los cañones de 355 mm. Al mismo tiempo, los británicos continuaban negociando la renovación de los tratados navales. Los británicos, eran favorables a la reducción del calibre máximo a 355 mm, y a comienzos de octubre, comprendió que los Estados Unidos, apoyarían esta decisión si eran capaces de persuadir a Japón de que aceptara dicha limitación. Así pues, el Almirantazgo decidió usar los cañones de 355 mm en la clase King George V'.

## Blindaje

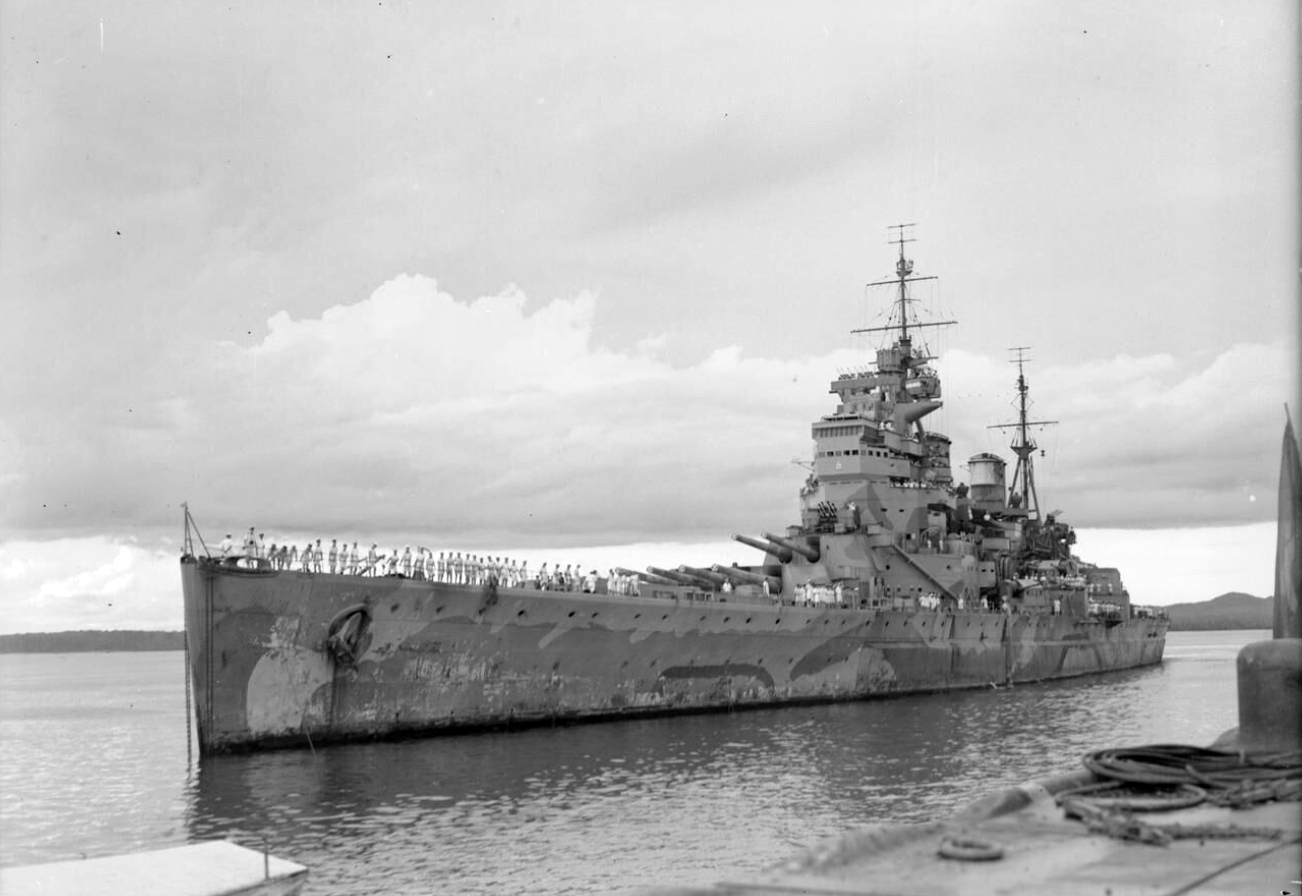
Uno de los acorazados de clase King George V, el HMS Prince of Wales.

Los clase King George V tenían muy buen blindaje. Su cinturón blindado era inusualmente alto, desde los 7,4 m bajo la línea de la cubierta principal hasta los 2,7 m por debajo de la línea de flotación. A lo largo del buque, el cinturón discurría desde la torre delantera de proa, y finalizaba tras la torre trasera de popa. La correa tenía un grosor de entre 381 y 356 mm. Dicho cinturón blindado era más grueso que el de cualquier otro acorazado con la excepción de los acorazados mucho mayores de la clase Yamato, y llegaba mucho más abajo que en cualquier otra clase de acorazado.
El cinturón blindado, junto con el mamparo hermético blindado longitudinal y la cubierta principal acorazada, formaba una “ciudadela” acorazada que protegía los compartimentos de la maquinaría y de munición. Tanto el mamparo hermético como el cinturón principal tenían 381 milímetros de grosor. La cubierta acorazada era, en 152 mm sobre los compartimientos y el resto, era de 127 milímetros de grosor.
El blindaje de las torres de artillería principales estaba protegido por 406 mm en el frontal, y entre 280 y 300 mm en los laterales. En las barbetas era de 406 mm, mientras que en la torre de mando era relativamente ligero, con solo 75 mm de grosor.
La clase también gozaba de una buena protección contra ataques subacuáticos. El casco, bajo la línea de flotación, estaba dividido en tres compartimientos, el interno relleno de líquido (combustible o agua) y los externos de aire, con la idea de que a través de los mismos se disipara la fuerza de una explosión subacuática. Dicho sistema estaba diseñado para proteger contra cabezas de 1000 libras, y se demostró eficaz en los ensayos a escala real.
El examen del HMS Prince of Wales, tras su encuentro con el Bismarck y el Prinz Eugen, detectó tres impactos, uno de ellos procedente del Bismarck, que habían penetrado el blindaje externo antitorpedos en una zona muy próximaa a la maquinaria auxiliar. El mamparo interno, sin embargo, permanecía intacto. Los proyectiles alemanes hubieran explotado realmente en el agua si su espoleta hubiese funcionado correctamente, debido a la profundidad a la que tuvo que sumergirse antes de impactar sobre el Prince of Wales bajo su cinturón blindado, demostrando de esta forma el acertado diseño de su protección antitorpedos.

## Armamento

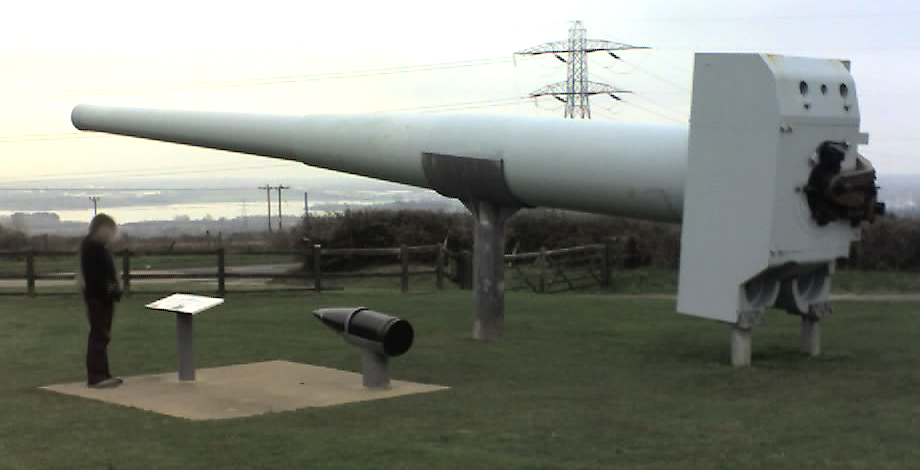
Cañón británico de 355 mm (14") como los usados en los clase King George V. Este ejemplar, nunca instalado, está actualmente en la Royal Armoury Fort Nelson, Hampshire, Reino Unido.

El King George V y los otro cuatro miembros de su clase, portaban 10 piezas de 355 mm (14”), en dos torres cuádruples, situadas una en caza (a proa) y otra en retirada (popa), y otra torre sobreelevada a la de proa.
Mientras que algunos sostenían que estos cañones tenían un potencial inferior a las ocho piezas de 380 mm del Bismarck y su gemelo, el Tirpitz, los diseñadores hicieron énfasis en que los 10 cañones de 355 mm tenían ventaja sobre las baterías del Bismarck: Los diseñadores explicaron que en los alcances normales de batalla los proyectiles de 355 mm eran capaces de penetrar cualquier blindaje naval práctico y que, además, tenían una mayor cadencia, y les afectaba menos el mal tiempo del Atlántico Norte, por lo que no eran necesarios cañones de más calibre o más alcance. Además, los 10 cañones del buque británico, daban una salva mayor (10 a 8), y existía por tanto más probabilidad de impactar. En la batalla del Estrecho de Dinamarca se puso a prueba esta teoría cuando el Prince of Wales se anotó 3 impactos sobre el Bismarck mientras recibía 7 impactos del fuego combinado de los 16 cañones del Bismarck y el Prinz Eugen. Pero existe otra teoría según la cual el Bismarck había concentrado sus disparos en el HMS Hood y no en el Prince of Wales mientras que este último se había dedicado totalmente al Bismarck.
Inicialmente, el Almirantazgo quería un buque armado con nueve piezas de 381 mm en torres triples, dos en caza y una en retirada. Aunque esto quedaba dentro de las capacidades de los astilleros británicos, el diseño, fue rápidamente rechazado porque los británicos, se sentían obligados a adherirse al Segundo Tratado Naval de Londres firmado en 1936. Como resultado, la clase fue diseñada para portar 12 piezas de 355 mm en tres torres cuádruples, lo que significaba una andanada a costado de mayor potencia que 9 piezas de 381 mm. Desafortunadamente, fue imposible incluir esta potencia de fuego y el nivel deseado de blindaje en el límite de 35 000 t de desplazamiento. Además, el peso de la torre cuádruple sobreelevada introducía la cuestión de una posible inestabilidad del buque, por lo que finalmente, se diseñó la torre sobreelevada con dos cañones, a cambio de mejorar el blindaje.
En servicio, la disposición de las dos torres cuádruples demostró ser algo más que una maldición operacional. La colocación de cuatro cañones de 355 mm en una sola torre resultó mecánicamente compleja y difícil de mantener, lo que provocó una baja fiabilidad a lo largo de su carrera. Las mejora de los patrones de disparo resueltas posteriormente durante la guerra, conjuntamente con los norteamericanos, que sufrían problemas similares en las torres triples de 355 mm de los acorazados estándar (especialmente en los clase  Tennessee), consiguió una mayor fiabilidad de las torres cuádruples. Aunque sin estas mejoras, la cadencia del fuego continuo del King George V durante 30 minutos en la batalla final del Bismarck', fue mucho mayor que la de cualquier acción de acorazados durante cualquiera de las dos contiendas mundiales. El HMS Duke of York, el tercer miembro de su clase, disparó más proyectiles de su artillería principal en una acción buque-buque que cualquier otro acorazado de la historia mientras perseguía al Scharnhorst con un mar muy duro. Ello permite afirmar, que en servicio, estos cañones, tuvieron muy buen comportamiento.
El último tratado naval permitía cambiar el armamento principal a 406 mm en el caso de que alguno de los signatarios de los tratados anteriores, no estuviera conforme con el nuevo tratado 1 de enero de 1937. Aunque se podría haber invocado esta cláusula, hubiera supuesto un retraso en el desarrollo y construcción del buque, por lo que se consideró prudente construirlo con los cañones de 355 mm.

## Servicio
Los acorazados de la clase King George V fueron construidos en una época en la que los acorazados comenzaban a ser reemplazados por los portaaviones como centro de las operaciones, pero sin embargo el King George V, el Prince of Wales, y el Duke of York participaron en acciones de guerra acorazado contra acorazado para las que estaban diseñados. El King George V y el Prince of Wales lucharon contra el Bismarck a finales de mayo de 1941, mientras que el Duke of York se enfrentó al Scharnhorst en la batalla de Cabo Norte, en la que contribuyó a su posterior hundimiento en diciembre de 1943.
Cuatro de los cinco clase King George V sobrevivieron a la Segunda Guerra Mundial; el Prince of Wales fue hundido por un ataque aéreo el 10 de diciembre de 1941, todo un anticipo de la supremacía de la aviación sobre los acorazados convencionales. Los restantes buques, no sufrieron daños serios en tiempo de guerra, con la excepción del King George V, que colisionó accidentalmente y hundió al destructor HMS Punjabi en 1942. Todos ellos, fueron desguazados a partir de 1957.
Los sucesores de los clase King George V, los acorazados de la clase Lion de en torno a las 40 000 t de desplazamiento y con nueve cañones de 406 mm fueron cancelados después de su puesta en grada.